# クルーズ客船における2019年コロナウイルス感染症の流行状況
クルーズ客船における2019年コロナウイルス感染症の流行状況（クルーズきゃくせんにおける2019ねんコロナウイルスかんせんしょうのりゅうこうじょうきょう）では、クルーズ客船「ダイヤモンド・プリンセス」および「グランド・プリンセス」船内における新型コロナウイルス感染症（COVID-19）の集団感染を中心に、その他のクルーズ客船や船舶の対応・状況などについても扱う。

## ダイヤモンド・プリンセス船内における集団感染

### 概要
2020年5月1日の時点で、乗船する計3,711人の乗客・乗務員のうち、712人が感染し13人が死亡する感染事故となった。
2020年7月14日、感染者全員が退院した。

### 香港での感染確認

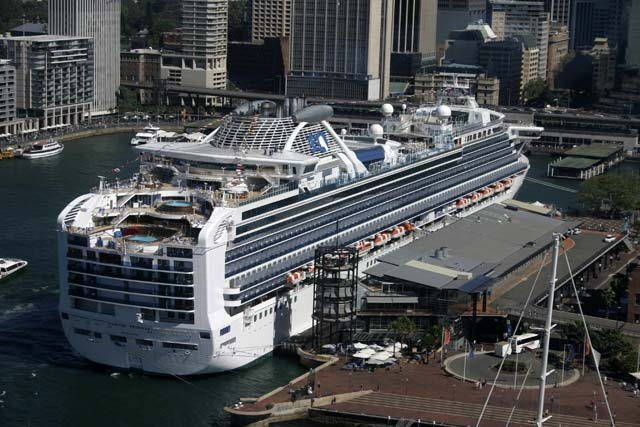
イギリス船籍のダイヤモンド・プリンセス号。所有者はイギリスのP&O、運用社はアメリカのプリンセス・クルーズである。56カ国の乗客2,666人と1,045人の乗務員、計3,711人が船内に乗船していた。

イギリス船籍のクルーズ船・ダイヤモンド・プリンセスは、2020年1月20日に日本の横浜港を出発、鹿児島市、香港、ベトナムのトゥアティエン＝フエ省、台湾の基隆市、沖縄を周遊して、2月3日に横浜港に帰港した。
1月25日、乗船中の1月23日から咳などの症状を呈していた乗客（80歳男性）が、香港で下船した。この乗客は、下船後の1月30日に発熱、香港で2月1日に新型コロナウイルス陽性であることが確認された。

### 横浜港での検疫

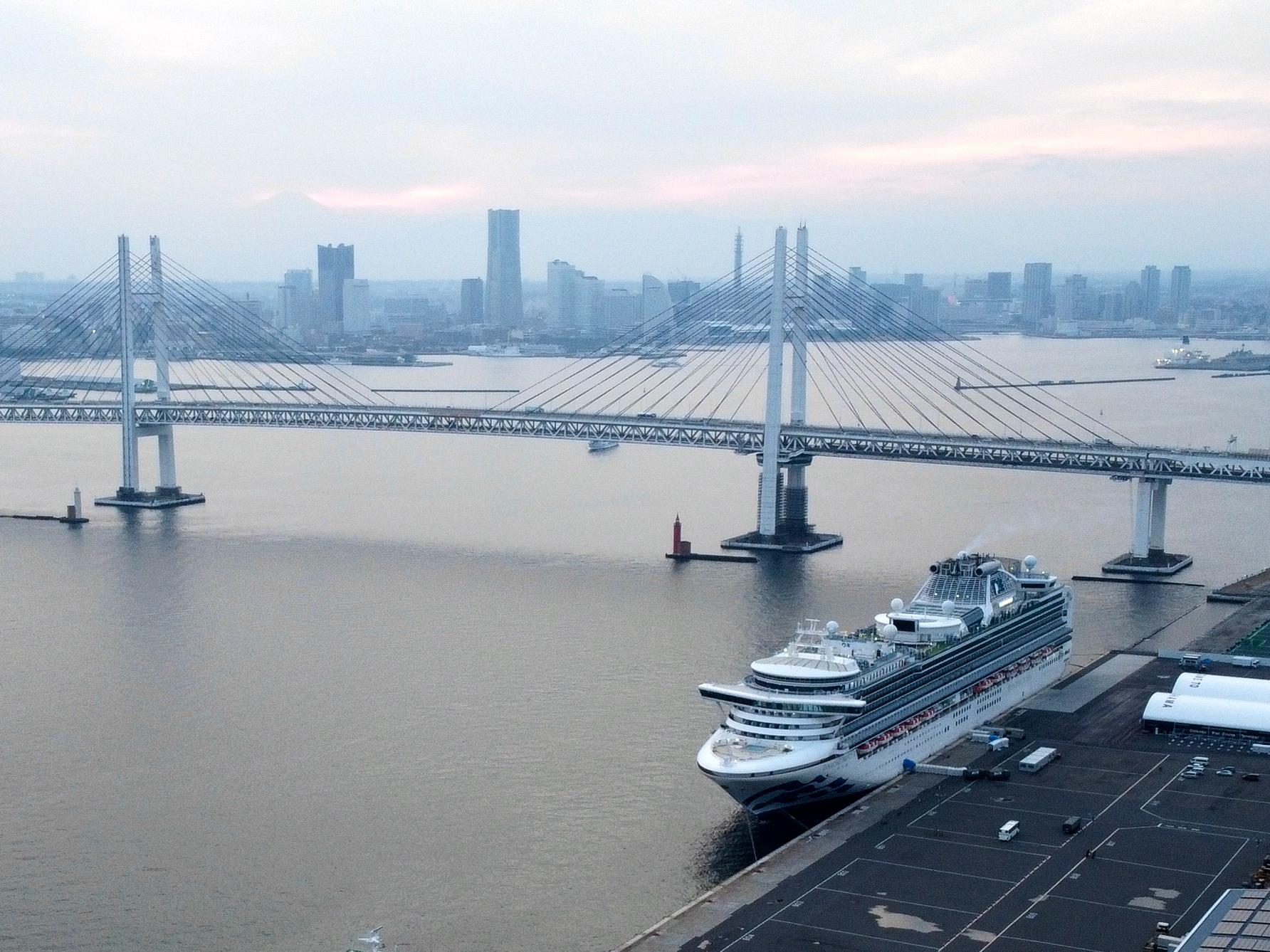
除染作業のため横浜港大黒埠頭に停泊中のダイヤモンド・プリンセス（2020年3月1日）

2月3日夜に横浜港の大黒埠頭沖に停泊した。当該客船は2月1日に那覇港で検疫を受けていた、しかし、船内で乗客の発熱が報告されていたことから、2月3日から2月4日にかけて船内で検疫官による健康診断が行われ、船内の有症状者と濃厚接触者からCOVID-19検査に必要な検体が採取された。
2月4日夜、運航会社のプリンセス・クルーズが乗客の下船を延期する旨を公表、加えて次回クルーズの運航中止を顧客に通知した。ダイヤモンド・プリンセスには、56カ国の乗客2,666人と1,045人の乗務員、計3,711人が船内に乗船していた。
| 国 / 地域        | 感染 | 備考                                                                              |
| ---------------- | ---- | --------------------------------------------------------------------------------- |
| 合計             | 634  |                                                                                   |
| 日本             | 270  |                                                                                   |
| アメリカ合衆国   | 88   |                                                                                   |
| カナダ           | 51   |                                                                                   |
| オーストラリア   | 49   |                                                                                   |
| アルゼンチン     | 2    |                                                                                   |
| イギリス         | 8    |                                                                                   |
| フィリピン       | 54   |                                                                                   |
| ウクライナ       | 2    |                                                                                   |
| 香港             | 30   | うち1人は米国国籍を有する。 香港保安局局長・李家超によると 53人の香港住民がいる。 |
| 台湾             | 6    | うち1人は米国国籍を有する。                                                       |
| ニュージーランド | 3    |                                                                                   |
| 中国大陸         | 28   | うち5人は中国香港国籍を有する。                                                   |
| インド           | 11   |                                                                                   |
| ポルトガル       | 1    |                                                                                   |
| タイ             | 3    |                                                                                   |
| 北マケドニア     | 1    |                                                                                   |
| ルーマニア       | 2    |                                                                                   |
| フランス         | 3    |                                                                                   |
| ドイツ           | 2    |                                                                                   |
| キルギス         | 1    |                                                                                   |
| イスラエル       | 4    |                                                                                   |
| チリ             | 1    |                                                                                   |
| イタリア         | 2    |                                                                                   |
| インドネシア     | 4    |                                                                                   |
| コロンビア       | 1    |                                                                                   |
| ロシア           | 3    |                                                                                   |
| マレーシア       | 2    |                                                                                   |
| スロベニア       | 2    |                                                                                   |

2月5日、ダイヤモンド・プリンセス船内において10人の感染者が確認され、日本の感染症の予防及び感染症の患者に対する医療に関する法律（感染症法）に基づき、神奈川県内の医療機関に全員搬送された。また、同日午前7時から、クルーズ船に対して14日間の検疫が開始された。
これ以降、以下の通り2月11日を除く毎日、感染が確認されており、船内での感染者数は2月13日現在で218人となった。河野太郎防衛大臣の2月8日付ツイートによると、アメリカ政府から、船内に留まる方が感染拡大を防ぐための最善の方法であるという米衛生当局の判断に基づく申し出があり、日本はこの提案を受け入れたことが明らかとなっている。防衛省が自衛隊を派遣、長期化する船での生活に備えて、2月6日から乗客乗員へ向けた生活物資や医療などの支援活動を行っている。
2月10日、前日までに乗船者336人のうち感染者70人が確認されたことから、運航会社のプリンセス・クルーズがクルーズ費用の払い戻しを決定した。厚生労働省は乗客乗員全員に対して下船する際のウイルス検査の実施を検討している。
14日間の隔離期間終了間際の2月14日頃から、各国がチャーター機の手配を開始し、16日現在、米国、イスラエル、台湾、香港、カナダなどが申し入れを行っている。また、クルーズ船から下船する予定の乗客乗員らを19日未明から愛知県岡崎市の開院前の藤田医科大学岡崎医療センターに順次移送した。同センターには計128人が搬送された。
2月18日、神戸大学病院感染症内科の岩田健太郎教授は災害派遣医療チーム (DMAT) の一員としてダイヤモンド・プリンセスに乗船した。岩田は自身のYouTubeチャンネルで船内で安全な場所と安全でない場所を区別できておらず、感染対策がほとんどなされていないと訴え、その日のうちに船外に出されたと述べた。その後、岩田は動画を削除したが、理由として船内の状況が改善されたためと説明した。
2月19日までに船内3011人のウイルス検査が終了した。WHOの健康観察期間（14日間）を発熱等の症状がなく経過し、陰性と判定された乗客の下船が認められ、2月19日から21日にかけてこれに該当する乗客が下船した。下船後は専用バスで複数のターミナル駅まで移動し、それぞれ公共交通機関などで帰宅している。
乗客の下船について厚生労働省は、「14日間に症状がなく検査で陰性であれば下船しても問題ない」という見解を示しており、加えて同省は船内で最初に感染者が確認され検疫が実施された5日以降、船内での感染が広がっていないと判断した。加藤勝信厚生労働相は15日の記者会見で、「基本的にはそうした（感染防止措置をとる）前の段階で感染があり、発症したと我々は見ている」と述べ、検査で感染が確認された乗客はいずれも5日より前に感染したとの見解を示した。一方、防止策が不十分で検疫実施による5日の室内待機以降も感染が続いていた可能性がアメリカ疾病予防管理センター（CDC）や国立感染症研究所などにより指摘されている。厚生労働省は検査が陰性だった人は日常生活に戻っても問題がないと判断した一方で、アメリカやオーストラリアなどは自国に戻った乗客をさらに14日間隔離する措置を取った。
2月22日、船内で業務をしていた厚生労働省の職員のうち、発熱などの症状が無かった職員の多くは終わったあと、ウイルス検査を受けずに職場に復帰していたことが判明したが、同日一転して該当する職員41人の検査を実施した上で2週間の自宅勤務とする方針を明らかにした（翌日にはそれまで無症状で船内業務を継続していた職員1人の体調が悪くなり、感染が確認されている）。また、ウイルス検査で陰性であったため、下船した970人の乗客乗員のうち、23人は下船に必要な検査を行っていなかったことも分かった。
同日、検査で陰性だったため下船した栃木県在住の女性の感染を確認（下船者で初の感染確認）、さらに2月25日、同じく下船した徳島県在住の女性の感染が確認された（いずれも検査漏れのあった23人には含まれない）。下船者の中からは26日以降も感染者が出ており、26日時点で45人に発熱などの症状があり、29日までに計6人の感染が確認されている。
3月になると、7日までにさらに4人の下船者の感染が確認されている。うち秋田県在住の男性は船内で感染が発覚後、東京都内の医療機関に一度入院していたが、2回の検査で陰性となり胸部レントゲン検査でも異常がみられなかったことから退院し、自宅のある秋田県に戻って再度検査を受けたところ再びウイルスの陽性反応が出て同県初の感染者確認となった。

### 航行日程と船内の常設診療所における発熱患者数
下記は、クルーズ船の寄港先と発熱で船内の常設診療所を受診した患者数である。
| 日付    | 入港 | 出港  | 寄港地             | 発熱者数 | 備考                         |
| ------- | ---- | ----- | ------------------ | -------- | ---------------------------- |
| 1月20日 | -    | 17:00 | 日本横浜港         | 1        | 香港の80代男性が乗船。       |
| 1月21日 |      |       |                    | 1        |                              |
| 1月22日 | 7:00 | 21:00 | 日本鹿児島         | 4        |                              |
| 1月23日 |      |       |                    | 2        |                              |
| 1月24日 |      |       |                    | 3        |                              |
| 1月25日 | 7:00 | 23:59 | 香港               | 4        | 同上男性が下船。             |
| 1月26日 |      |       |                    | 3        |                              |
| 1月27日 | 7:00 | 16:00 | ベトナムチャンメイ | 8        |                              |
| 1月28日 | 8:00 | 18:00 | ベトナムハロン湾   | 3        |                              |
| 1月29日 |      |       |                    | 7        |                              |
| 1月30日 |      |       |                    | 11       |                              |
| 1月31日 | 7:00 | 17:00 | 台湾基隆市         | 5        |                              |
| 2月1日  | 7:00 | 17:00 | 日本那覇市         | 13       | 検疫                         |
| 2月2日  |      |       |                    | 12       |                              |
| 2月3日  |      |       | 日本横浜港         | 7        | 濃厚接触者などの検体を採取。 |
| 2月4日  |      |       |                    | 7        |                              |
| 2月5日  |      |       |                    | 7        | 感染者10人を確認。           |
| 2月6日  |      |       |                    | 4        |                              |

### 船内の感染報告数
| 厚生労働省の発表資料における船内の感染者数 | 厚生労働省の発表資料における船内の感染者数 | 厚生労働省の発表資料における船内の感染者数 | 厚生労働省の発表資料における船内の感染者数 | 厚生労働省の発表資料における船内の感染者数 |
| ------------------------------------------ | ------------------------------------------ | ------------------------------------------ | ------------------------------------------ | ------------------------------------------ |
|                                            |                                            |                                            |                                            |                                            |
| 2020-02-05                                 | 2020-02-05                                 |                                            | 10                                         | 10                                         |
| 2020-02-06                                 | 2020-02-06                                 |                                            | 20                                         | 20                                         |
| 2020-02-07                                 | 2020-02-07                                 |                                            | 61                                         | 61                                         |
| 2020-02-08                                 | 2020-02-08                                 |                                            | 64                                         | 64                                         |
| 2020-02-09                                 | 2020-02-09                                 |                                            | 70                                         | 70                                         |
| 2020-02-10                                 | 2020-02-10                                 |                                            | 135                                        | 135                                        |
| 2020-02-11                                 | 2020-02-11                                 |                                            | 135                                        | 135                                        |
| 2020-02-12                                 | 2020-02-12                                 |                                            | 174                                        | 174                                        |
| 2020-02-13                                 | 2020-02-13                                 |                                            | 218                                        | 218                                        |
| 2020-02-14                                 | 2020-02-14                                 |                                            | 218                                        | 218                                        |
| 2020-02-15                                 | 2020-02-15                                 |                                            | 285                                        | 285                                        |
| 2020-02-16                                 | 2020-02-16                                 |                                            | 355                                        | 355                                        |
| 2020-02-17                                 | 2020-02-17                                 |                                            | 454                                        | 454                                        |
| 2020-02-18                                 | 2020-02-18                                 |                                            | 542                                        | 542                                        |
| 2020-02-19                                 | 2020-02-19                                 |                                            | 621                                        | 621                                        |
| 2020-02-20                                 | 2020-02-20                                 |                                            | 634                                        | 634                                        |
| 2020-02-23                                 | 2020-02-23                                 |                                            | 691                                        | 691                                        |
| 2020-02-26                                 | 2020-02-26                                 |                                            | 705                                        | 705                                        |
| 2020-03-02                                 | 2020-03-02                                 |                                            | 706                                        | 706                                        |
| 2020-03-04                                 | 2020-03-04                                 |                                            | 696                                        | 696                                        |
| 2020-03-15                                 | 2020-03-15                                 |                                            | 712                                        | 712                                        |

- 2月6日：10人の感染者が確認され、これにより検査結果が出た102人のうち合計20人の感染が確認された[42][43]。

- 2月7日：検査結果が出た171人のうち、41人が感染[44]。

- 2月8日：検査結果が出た6人のうち、3人の感染を確認[45]。

- 2月9日：検査結果が出た57人のうち、6人の感染を確認[46]。

- 2月10日：検査結果が出た103人のうち、65人の感染を確認[47]。

- 2月12日：検査結果が出た53人のうち、39人の感染を確認。病院に搬送された確認感染者のうち、4人が重症である[48]。また、検疫を行っていた検疫官の男性1名も船内で感染したとみられる[49]。

- 2月13日：検査結果が出た221人のうち、44人の感染を確認[50]。

- 2月15日：検査結果が出た217人のうち、67人の感染を確認[51]。

- 2月16日：検査結果が出た289人のうち、70人の感染を確認[52]。うち38人は無症状病原体保有者である[53]。

- 2月17日：検査結果が出た504人のうち、99人の感染を確認[54]。うち70人は無症状病原体保有者である[55]。

- 2月18日：検査結果が出た681人のうち、88人の感染を確認[56]。うち65人は無症状病原体保有者である[57]。

- 2月19日：検査結果が出た607人のうち、79人の感染を確認[58]。うち68人は無症状病原体保有者である[59]。

- 2月20日：日本国内の医療機関に入院中のクルーズ船感染者のうち、80代の男女2人の死亡が確認された。クルーズ船の感染者が死亡したのは初めてである[60]。また、同日に検査結果が出た52人のうち、13人の感染を確認[61]。うち6人は無症状病原体保有者である[62]。

- 2月23日：日本国内の医療機関に入院中のクルーズ船感染者のうち、80代の男性の死亡が確認された[63]。また、2月19日-21日の間に実施した検体採取のPCR検査結果が出た831人のうち、57人の感染を確認。うち52人は無症状病原体保有者である[64]。

- 2月25日：日本国内の医療機関に入院中のクルーズ船感染者のうち、80代の乗船者1人の死亡が確認された[65]。

- 2月26日：検査結果が出た167人のうち、14人の感染を確認。うち12人は無症状病原体保有者である[66]。

- 2月28日：日本国内の医療機関に入院中のクルーズ船感染者のうち、70代女性とイギリス人1人の死亡が確認された[67][68]。
- 3月2日：乗員である30代男性1人の感染を確認[69]。
- 3月7日：日本国内の医療機関に入院中のクルーズ船感染者のうち、香港人男性1人の死亡が確認された（3月6日死亡）[70]。
- 3月15日：15人の感染を確認。うち7人は無症状病原体保有者である[71]。
- 3月20日：日本国内の医療機関に入院中のクルーズ船感染者のうち、70代カナダ人男性の死亡が確認された（3月19日死亡）[72]。
- 3月23日：日本国内の医療機関に入院中のクルーズ船感染者のうち、70代日本人男性2人の死亡が確認された（3月22日死亡）[73]。
- 3月30日：日本国内の医療機関に入院中のクルーズ船感染者のうち、60代香港人女性の死亡が確認された（3月28日死亡）[74]。

### 乗客に対する各国の対応
チャーター機などで帰国した各国の乗船者に対して、アメリカ、カナダ、オーストラリア、イギリスは、さらに14日間の隔離措置を行う予定である。韓国は、自国民以外の乗船者に関して、入国を拒否する方針を示した。
以下におけるチャーター機の派遣先はすべて羽田空港である。
- アメリカ合衆国 - 2月16日にカリッタ航空のチャーター機（ボーイング747-400F[75]）2機を派遣し、翌17日に328人を帰国させた[76]。本来は貨物専用機であるが、旅客機に近い設備を装備した上で乗客を搭乗させた[75]。
- カナダ - 2月19日、ユーロアトランティック航空（英語版）のチャーター機1機（ボーイング777-200）[77][75]を派遣し、2月21日にカナダ人の乗客255名[75]を帰国させた[78]。チャーター機はオンタリオ州のカナダ軍基地に向かい、300キロ離れた施設で乗客を2週間隔離する。
- 韓国 - 2月19日、大統領専用機として運用されている大韓民国空軍のCASA CN-235[75]を派遣し、韓国人6名と配偶者の日本人1名を帰国させた[79]。
- オーストラリア - 2月20日、カンタス航空のチャーター機1機（ボーイング747-400）を派遣し、オーストラリア人・ニュージーランド人の併せて174人[75]を帰国させた[80]。
- 香港 - 2月20日、キャセイパシフィック航空のチャーター機を羽田空港に派遣し、香港からの乗客を帰国させた[80]。
- イスラエル - 2月20日、チャーター機を派遣し、乗船していたイスラエル人15名のうち希望した11名を帰国させた[81]。
- イタリア - 2月20日、イタリア空軍のKC-767Aを派遣し、希望した35名のイタリア人乗客を帰国させた[82]。この航空機にはウイルスの拡散防止装置が装備されていた[75]。
- 中華民国 - チャイナエアラインのチャーター機を派遣し、2月21日に台湾人の乗客を帰国させた[83]。
- イギリス - 2月21日、ワモス・エアのチャーター機（ボーイング747-400）[75][84]を派遣し、イギリス人乗客を帰国させた[81]。
- ロシア - 2月22日、ロシア非常事態省のAn-148を派遣し、ロシア人乗客8名を帰国させた[75]。
- フィリピン - 2月25日、フィリピン航空のチャーター機2機を派遣し、445人を帰国させた[85]。
- インドネシア - 3月1日、ガルーダ・インドネシア航空のチャーター機1機（エアバスA330-300）を派遣し、69人を帰国させた[75]。

### 各国メディアによる報道
ダイヤモンド・プリンセスの乗客の出身国のマスメディア等は、日本政府の対応について批判的報道を行った。
- イギリス
  - ザ・サン：「隔離計画にしくじって、中国本土以外で最大の感染拡大を引き起こした」（2月18日）
  - ガーディアン：「（ダイヤモンド・プリンセスは）感染で煮え立っている鍋だ」と語る専門家の言葉を紹介（2月18日）
- アメリカ合衆国
  - ウォール・ストリート・ジャーナル：「2週間も船内に大勢を押し込めた日本政府の方針に、日本国外の専門家からは疑問の声が上がっている」（2月17日）
  - ブルームバーグ：「（日本が）世界で最も危険な場所の一つになりつつある」（2月19日）
- カナダ
  - カナダ放送協会：「選択肢は限られていた分、日本政府はもっと迅速に行動しなければならなかった」

一方で米国CDCは「船内の人々の間で感染を防ぐには不十分だったかもしれない」と指摘し、「隔離のための日本政府の途方もない努力を称賛する」と評価した。また チェコのプラハ・ポストは「船は巡航途中で感染が蔓延していた」、「船籍国のイギリス、所有法人の国籍であるアメリカは何もしなかった」、「日本政府は乗客のウイルス検査と管理対策の実施に最善を尽くした」と評価した。

## グランド・プリンセス船内における集団感染
2020年2月11日にバミューダ船籍のクルーズ船・グランド・プリンセスがアメリカ合衆国のサンフランシスコを出発し、2月21日までにサンフランシスコ - メキシコ・エンセナーダ - サンフランシスコのクルーズに運航した。その後、当該船舶は再びサンフランシスコを出航し、サンフランシスコ - ハワイ間のクルーズに運航した。グランド・プリンセスには乗客乗員合わせて約3500人が乗船していた。21人の感染者が発覚した時点で、当該船舶はハワイからサンフランシスコへ回航中であったが、既に米国当局により寄港を拒否されたため、カリフォルニア州の沖合を巡航していた。なお、運航会社はダイヤモンド・プリンセスと同じプリンセス・クルーズである。
2月11日-21日のクルーズに乗船したカリフォルニア州プレイサー郡在住の1人と同州ソノマ郡在住の1人は3月初めに感染が確定され、うちプレイサー郡在住の71歳男性は3月4日に死亡した。ほかにエンセナーダで下船後、飛行機でハワイ州オアフ島に帰った1人、カナダオンタリオ州ミシサガ在住の60代夫婦など、多くの下船客の感染が確認された。なお、メキシコクルーズの乗客のうち、62人はハワイクルーズにも参加していた。
3月5日、乗船客の情報によると、一部の検査キットは午前11時頃、沿岸警備隊のヘリコプターによって船内に運ばれた。約100人に対する一次検査の結果、21人の乗客乗員に新型コロナウイルスの陽性反応が出た。
3月9日、カリフォルニア州北部のオークランド港に入港し、乗客約2,400人全員の下船が開始された。下船した乗客のうち治療が不要なアメリカ在住者は同国内各所の米軍基地に分散移送して14日間の隔離措置を実施、また外国人数百人についてはそれぞれの国に送還され、残る約1100人の乗員については船内に待機したまま別の港に向かい隔離措置を実施する見込みとなっている。

## 国連海洋法
国連海洋法において船籍国が公海上の主権・保護等を担うと定められており、運航会社の判断等が尊重されることから、クルーズ船内での感染予防措置やウイルス検査等が複雑化したと日本経済新聞は報じた。
しかしながら、日本海事新聞の取材に応じた成蹊大学佐藤義明教授によると、旗国・英国の責任はほとんど想定できず、「物理的に船舶が所在し、医療チームや陸上での隔離といった対応が可能だった寄港国が最大の責任を負う」とコメントしている。

## その他のクルーズ船舶
ダイヤモンド・プリンセス船内でのCOVID-19陽性確認後は、各国でクルーズ船の寄港への危機対策が強まった。台湾、日本、韓国、フィリピン、ベトナムなどの国は2020年2月6日以降、クルーズ船の寄港を順次禁止した。
運航各社も運航の見直しを行い、米国のプリンセス・クルーズが一部運航を中止、スイスのMSCクルーズや米国のロイヤル・カリビアン・インターナショナルが上海発着を取りやめるなどの対策を講じた。

### 感染が確認された船舶

#### ワールド・ドリーム
香港のドリームクルージズが運航、1月下旬に下船した8名の感染が確認された。2月5日より香港に停泊し、乗員全員の検疫を終えた後、9日に乗客乗員全員を下船させた。

#### ウエステルダム
フィリピン・台湾・日本・韓国などは停泊を拒否したため、数日間、公海を航行した。2月13日にタイのレムチャバン港に停泊し、乗客を下船させる予定であると運航会社が発表したが、タイ当局も停泊を拒否した。そのため、受け入れを表明したカンボジアのシアヌークビル港に13日より停泊し、14日より乗客らが下船し始めた。15日、乗客の1人はマレーシアで感染が確認された。

#### コスタ・ルミノーザ
3月8日、当該船舶に乗り、フォートローダーデールからプエルトリコに到着した68歳イタリア人女性は感染が確認され、同月21日に死亡した。

#### シルバー・シャドー
3月11日、カナダ人乗客1人はブラジルのレシフェで感染が確認されたため、当該船舶はレシフェに停泊していた。

#### シルバー・エクスプローラ
3月11日、83歳のイギリス人乗客1人は感染が確認されたため、当該船舶はチリのカストロに停泊していた。

#### コスタ・マジカ
3月12日、マルティニークで下船した2人の感染が確認されたため、グレナダ、トリニダード・トバゴ、バルバドス、セントルシアに停泊を拒否された。3月26日、当該船舶はマイアミ沖に停泊し、米国沿岸警備隊によって感染者が運び出された後、全員は船内で待機。

#### コスタ・ファボローザ
3月中旬、グアドループで下船した6人の感染が確認された。3月26日、当該船舶はマイアミ沖に停泊し、米国沿岸警備隊によって感染者が運び出された後、全員は船内で待機。

#### MSブレーマー
3月15日、バハマに停泊中のクルーズ船「MSブレーマー（Braemar）」（運営会社フレッド・オルセン (Fred Olsen & Co) 社）で、5人の感染が確認された。

#### ルビー・プリンセス
3月19日、オーストラリア・シドニーの港に到着。到着時、インフルエンザ様症状の乗客・乗員13人が検査を受け、結果が出る前に2700人が下船、上陸した。到着時点の検査で4人が陽性と判明、さらに下船した乗客にも感染しており通算162人が陽性と判明し、3月31日時点で計5人が死亡した。この事態を受けて、他の3隻のクルーズ船は西海岸のパースへの入港を許可されず、上陸客はパースから20km沖にある孤島ロットネスト島に収容し検疫、外国人客はパースから空路で帰国予定。

#### コスタ・ビクトリア
3月下旬、乗客のアルゼンチン人女性1人が検査で陽性反応を示したため、クレタ島で入院。3月24日、当該船舶はイタリアのチヴィタヴェッキアに到着し、726名の乗客と776名の乗組員が下船した後、感染者と接触した人たちは即座で隔離され、他の人は近所のフィウミチーノ空港に移送された後、各自の出身国に送還する予定であった。

#### MSザーンダム
3月27日、チリからフォートローダーデールへ航行する途中、約150人の乗客がインフルのような症状を呈した。パナマ運河の通行許可を待っている間に4人の乗客は死亡、2人は感染が確認された。28日、当該船舶はパナマ運河を通過し、さらに一部の乗客をMSロッテルダムに移したが、フォートローダーデールの市長は既に2隻の停泊を「歓迎しない」と表明した。

#### グレッグ・モティマー
2020年4月、小型探検クルーズ船「グレッグ・モティマー」で乗客217人のうち128人の感染が確認された。同船は南米周遊クルーズに就航していた。

#### コスタ・アトランチカ
2020年4月〜5月、日本長崎県長崎市香焼町の三菱重工業長崎造船所香焼工場に停泊中のコスタ・アトランチカの乗組員623人のうち、149人の感染が確認された。

#### 飛鳥II
2021年4月29日、横浜港を出港し青森に向かっていたが、30日に乗客1人の感染を確認。濃厚接触者は同じ客室の家族1人であり、翌5月1日に横浜港に引き返した。

### 感染が確認されなかった船舶
- シーボーン・オベーション

2月7日よりタイ中部のレムチャバン港で停泊中。運航会社は米国のシーボーンクルーズライン。
- スーパースター・アクエリアス

2月8日より台湾の基隆港に停泊した。発熱の人や中国渡航歴のある人への検疫を終えた後、同日の夜に中国国籍の乗員らを除く乗客全員を下船させた。
- コスタ・ベネチア

1月27日より船内に乗客がおらず、2月9日-10日は長崎港に停泊し、12日より鹿児島港に停泊中。乗務員約1200人は全員検疫を済ませており、異常がない。
- ぱしふぃっくびいなす

当初、台湾に入港予定だったが、台湾当局が全てのクルーズ船の寄港を禁止したため、2月13日に長崎港に入港した。厚生労働省福岡検疫所によると、感染が疑われる乗客乗員はおらず、乗客らは下船し、長崎市内を観光した。同船は14日午後に長崎を離れ、神戸港と横浜港に向かう予定である。運航会社は日本クルーズ客船。
- コスタ・セレーナ

2月初頭には韓国付近の東シナ海上で巡航していた。この船は1月25日に中国・天津港に入港したことがあり、計3706人の乗船客のうち、インフルエンザのような症状が出た17人と湖北省在住者146人に対する検疫が行われた。この163人の陰性反応が確認された後、全ての乗客は下船した。
- アイダ・オーラ

3月3日、船内で2人のドイツ人乗船客は感染者と接触したことがあると分かったため、ノルウェーのハウゲスンで検疫を実施。検査の結果、2人は陰性である。
- コスタ・スメラルダ

1月20日、約6000人の乗客を載せた当該船舶に54歳の女性は発熱があったため、イタリアのチヴィタヴェッキアで検疫を実施。翌日、この女性とその夫の検査結果が陰性であったため、全員は下船。
- サン・プリンセス

14日以内にタイに停泊したことがあるため、マダガスカル・南アフリカ・モーリシャス当局によって寄港拒否されたが、3月1日にようやくレユニオンに停泊できた。プリンセス・クルーズ社は船内に感染者がいないと発表したが、乗客たちは下船した際に地元住民に石やペットボトルを投げられ、激しい抵抗にあった。
- コスタ・フォーチュナ

イタリア人約60人を乗せたこの船舶は2月末にシンガポールを出発し、サムイ島、レムチャバン、シアヌークビルに停泊した後、3月3日に再びシンガポールに戻り、5日にランカウイ島に着いたが、次の寄港予定地であるプーケット島とペナン島に寄港拒否されたので、3月10日現在はシンガポールを目指して回航中。
- コーラル・プリンセス

南米を周遊中、ブラジル・リオデジャネイロへの寄港を拒否されたため、4月5日に米国フロリダ州フォートローダーデールを目指し回航中。

## 内国船舶における事態

### 日本東京都の屋形船における感染
2020年1月18日、東京都のある個人タクシー組合支部の従業員や家族など80人が都内の屋形船で新年会を開催した。この屋形船には船の従業員も合わせると約100人が乗っていた。風雨のため屋形船の窓は全て閉め切られていた。70代の運転手が1月29日に発症、肺炎が判明し2月6日に入院、2月13日に新型コロナウイルス感染症（COVID-19）と診断された。同日にはこの運転手の母親が死亡し、同ウイルスへの感染が判明した。この運転手の他に新年会へ参加した1名、ほか屋形船の従業員2名も同ウイルスへの感染が判明した。
感染が判明した従業員は先立つ1月15日に中国人約60名の団体客を同社の屋形船で対応していたという。同じ従業員が1月18日のタクシー組合の新年会においても対応していた。従業員からの伝聞では15日の団体客は湖北省からであったと言い、その団体の関係者に連絡を取ったが否定的回答がありその後の状況は把握できていない。